# Coupe d'Inde de football
 (décembre 2024).
Si vous disposez d'ouvrages ou d'articles de référence ou si vous connaissez des sites web de qualité traitant du thème abordé ici, merci de compléter l'article en donnant les références utiles à sa vérifiabilité et en les liant à la section « Notes et références ».
La Coupe d'Inde de football ou Federation Cup est une compétition créée en 1977. Les matchs dans cette compétition se déroulent le plus souvent sur terrain neutre, comme pour la finale. 
En 1996, il y a deux éditions, d'où deux vainqueurs cette année-là. 
Il n'y a pas de compétition en 1999, en 2000 et en 2002.
En 2018, la compétition est arrêtée et remplacée par une nouvelle formule de la Supercoupe.

## Palmarès
| Saison    | Lieu           | Vainqueur                      | Score              | Finaliste                |
| --------- | -------------- | ------------------------------ | ------------------ | ------------------------ |
| 1977      | Ernakulam      | Indian Telephone Industries SC | 1-0                | Mohun Bagan              |
| 1978      | Coimbatore     | East Bengal                    | 0-0 0-0¹           | Mohun Bagan              |
| 1979      | Guwahati       | Border Security Force          | 2-2 3-0            | Mafatlal Hills           |
| 1980      | Calcutta       | Mohun Bagan                    | 1-1¹               | East Bengal              |
| 1981      | Coimbatore     | Mohun Bagan                    | 2-0                | Mohammedan Sporting Club |
| 1982      | Calicut        | Mohun Bagan                    | 1-0                | Mafatlal Hills           |
| 1983      | Cannanore      | Mohammedan Sporting Club       | 0-0 2-0            | Mohun Bagan              |
| 1984      | Tiruchirapalli | Mohammedan Sporting Club       | 1-0                | East Bengal              |
| 1985      | Bangalore      | East Bengal                    | 1-0                | Mohun Bagan              |
| 1986      | Srinagar       | Mohun Bagan                    | 0-0 (5 t.a.b. à 4) | East Bengal              |
| 1987      | Cuttack        | Mohun Bagan                    | 2-0                | Salgaocar SC             |
| 1988      | Delhi          | Salgaocar SC                   | 1-0                | Border Security Force    |
| 1989      | Coimbatore     | Salgaocar SC                   | 2-0 (a.p.)         | Mohammedan Sporting Club |
| 1990      | Thrissur       | Kerala Police                  | 2-1                | Salgaocar SC             |
| 1991      | Kannur         | Kerala Police                  | 2-0 (a.p.)         | Mahindra & Mahindra      |
| 1992      | Calcutta       | Mohun Bagan                    | 2-0                | East Bengal              |
| 1993      | Kozhikode      | Mohun Bagan                    | 1-0                | Mahindra & Mahindra      |
| 1994      | Margao         | Mohun Bagan                    | 0-0 (3 t.a.b. à 0) | Salgaocar SC             |
| 1995      | Calcutta       | JCT Mills                      | 1-1 (7 t.a.b. à 6) | East Bengal              |
| 1996      | Kannur         | JCT Mills                      | 1-1 (5 t.a.b. à 3) | East Bengal              |
| 1996      | Calcutta       | East Bengal                    | 2-1 (b.e.o)        | Dempo SC                 |
| 1997      | Calcutta       | Salgaocar SC                   | 2-1 (b.e.o)        | East Bengal              |
| 1998      | Calcutta       | Mohun Bagan                    | 2-1                | East Bengal              |
| 2001      | Chennai        | Mohun Bagan                    | 2-0                | Dempo SC                 |
| 2003      | Calcutta       | Mahindra United                | 1-0                | Mohammedan Sporting Club |
| 2004      | Bangalore      | Dempo SC                       | 2-0                | Mohun Bagan              |
| 2005      | Goa            | Mahindra United                | 2-1 (a.p.)         | Sporting Clube do Goa    |
| 2006      | Calcutta       | Mohun Bagan                    | 1-1 (3 t.a.b. à 1) | Sporting Clube do Goa    |
| 2007      | Ludhiana       | East Bengal                    | 2-1                | Mahindra United          |
| 2008      | Calcutta       | Mohun Bagan                    | 1-0                | Dempo SC                 |
| 2009-2010 |                | East Bengal                    | 0-0ap, 3-0tab      | Shillong Lajong          |
| 2010      |                | East Bengal                    | 1-0                | Mohun Bagan              |
| 2011      | Calcutta       | Salgaocar SC                   | 3-1                | East Bengal              |
| 2012      | Siliguri       | East Bengal                    | 3-2 (a.p.)         | Dempo SC                 |
| 2013-14   | Kochi          | Churchill Brothers             | 3-1                | SC Goa                   |
| 2014-15   | Margao         | Bengaluru FC                   | 2-1                | Dempo SC                 |
| 2015-16   | Guwahati       | Mohun Bagan                    | 5-0                | Aizawl FC                |
| 2016-17   | Cuttack        | Bengaluru FC                   | 2-0 ap             | Mohun Bagan              |

¹Le titre est partagé entre les deux finalistes.